# Georgiadesita
La georgiadesita és un mineral de la classe dels òxids. Rep el nom pel del Sr. Georgiadès, director de les mines de Làurion, a Grècia.

## Característiques
La georgiadesita és un arsenit de fórmula química Pb₄(AsO₃)Cl₄(OH). Cristal·litza en el sistema monoclínic. La seva duresa a l'escala de Mohs és 3,5.
Segons la classificació de Nickel-Strunz, la georgiadesita pertany a «04.JB: Arsenits, antimonits, bismutits; amb anions addicionals, sense H₂O» juntament amb els següents minerals: fetiasita, manganarsita, magnussonita, armangita, nanlingita, asbecasita, stenhuggarita, trigonita, finnemanita, gebhardita, derbylita, tomichita, graeserita, hemloïta, freedita i ekatita.

## Formació i jaciments
Va ser descoberta a l'àrea de Vrissaki, situada al municipi de Lavreotiki, a l'Àtica Oriental (Àtica, Grècia). També ha estat descrita en altres indrets dins el mateix municipi grec, així com també a Piombino, a la Província de Liorna (Toscana, Itàlia), i a Dobšiná, a la regió de Košice (Eslovàquia).